# Palača Noor Mahal
Palača Noor Mahal (urdujsko نور محل) je zgodovinska nepremičnina v lasti Ministrstva za obrambo (MoD) pod vodstvom Sekretariata vojske v Bahavalpurju, Pandžab, Pakistan.
Zgrajena je bila leta 1872 kot italijanski dvorec v neoklasicističnem slogu, v času, ko se je pojavil modernizem. Pripadal je Navabom iz knežje države Bahavalpur v času Britanskega Raja.

## Zgodovina
G. Heennan, Anglež, ki je bil državni inženir, je zasnoval stavbo. Temelj palače Noor je bil položen leta 1872. Zemljevid in kovanci države so bili zakopani v njen temelj kot dober znak. Večina materialov in pohištva za palačo je bilo uvoženih iz Anglije in Italije. Gradnja palače je bila dokončana leta 1875 po ceni Rs. 1,2 milijona. Palača je bila prvotno zgrajena kot rezidenca Navabov iz knežje države Bahavalpur v času Britanskega Raja. Navab Sadik Kan IV., ki je bil znan po svoji ljubezni do arhitekture in so ga pogosto primerjali s Šah Džahanom iz Bahavalpurja, je naročil palačo za svojo ženo Noor. Vendar se je Noor po samo eni noči v palači odločila, da se ne bo vrnila zaradi bližine pokopališča Basti Malook Šah, ki je bilo vidno z njenega balkona. Namesto tega je izbrala prebivališče v Darbar Mahalu.
11. januarja 1890 je palačo obiskal princ Albert Victor.
Od 22. do 24. decembra 1892 je sir McOrth Beck, višji finančni komisar Pandžaba, s svojo družino ostal v palači. Palača je služila tudi kot lokacija za praznovanje 60. rojstnega dne kraljice Viktorije 11. maja 1897.
Leta 1906 je Navab Mohamed Bahaval Kan V. palači dodal mošejo za ceno Rs. 20.000.
9. februarja 1933 je v Noor Mahalu potekal pomemben dogodek ob praznovanju zveze med britansko vlado in državo Bahavalpur.] Država Bahavalpur je 8. marca 1934 v palači prav tako praznovala svoj 10-letni jubilej.
Leta 1956, ko je bila država Bahavalpur združena s Pakistanom, je zgradbo prevzel oddelek Auqaf. Palača je bila leta 1971 dana v najem vojski; leta 1997 ga je vojska kupila za 119 milijonov.

## Arhitektura
Palača Noor pokriva površino 4140 m². Ima 32 sob, vključno s 14 v kleti, 6 verand in 5 kupol.
Zasnova vključuje značilnosti korintskega in islamskega sloga arhitekture s pridihom subkontinentalnega sloga. Korintski pridih je viden v stebrih, balustradi, pedimentih in obokanem stropu dvorane Durbar. Islamski slog je očiten v petih kupolah, medtem ko so oglate eliptične oblike poteza podcelinskega sloga.
Oddelek pakistanske vlade za arheologijo je stavbo septembra 2001 razglasil za zaščiten spomenik in je zdaj odprta za splošne obiskovalce, študentske izlete in druge zainteresirane osebe.

## Galerija
- Stranski pogled na Noor Mahal
- Pogled od spredaj na Noor Mahal podnevi
- Noor Mahal po dežju
- Čudovita jedilnica v Noor Mahal za obiskovalce
- Noor Mahal dekorativne ploščice na tleh
- Prikaz zgodovinskih nožev ob steni Noor Mahal
- Čudovit balkon v Noor Mahalu